# Neoromicia helios
Neoromicia helios es una especie de murciélago de la familia Vespertilionidae.

## Distribución geográfica
Se encuentra en Kenia Somalia Tanzania y en Uganda.